# الفلس

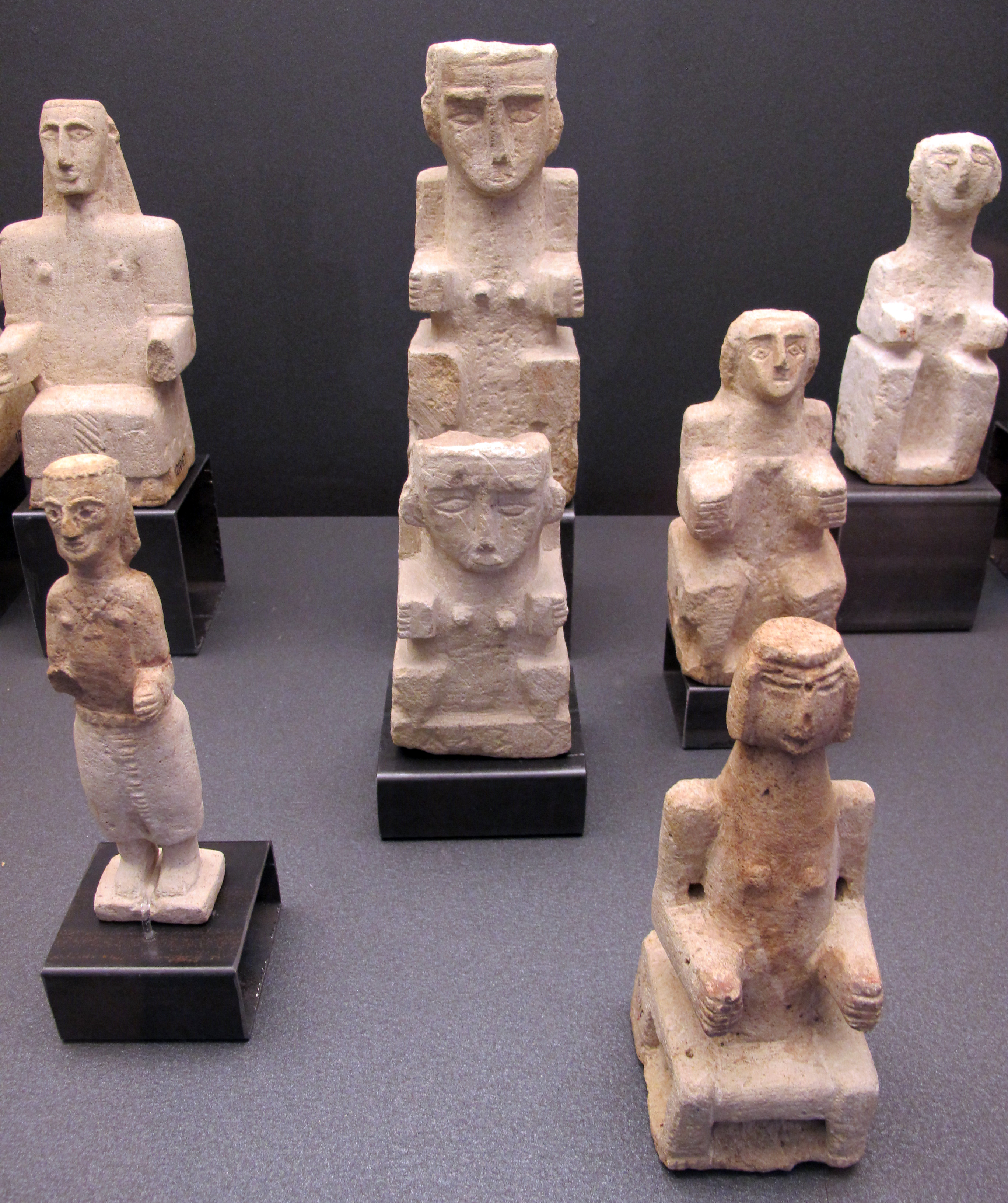
أصنام تراثية عربية قديمة

الفِلْسُ صنم جبلي طبيعي على هيئة إنسان عملاق يقع شرقي جبل أجا على ملتقى طرق القوافل، وهو صنم قبيلة طيء في الجاهلية.